# 米森嶺
米森嶺（英語：Missen Ridge），是南極洲的山嶺，位於維多利亞地的彭內爾海岸，處於戴維斯冰山麓以南，由澳大利亞探險隊命名，現時由南極條約體系管理。

## 外部連結
. . United States Geological Survey.   [2013-10-25].
70°41′S 166°24′E / 70.683°S 166.400°E